# Wertumnus

Alegoria Wertumnusa (mal. Giuseppe Arcimboldo)

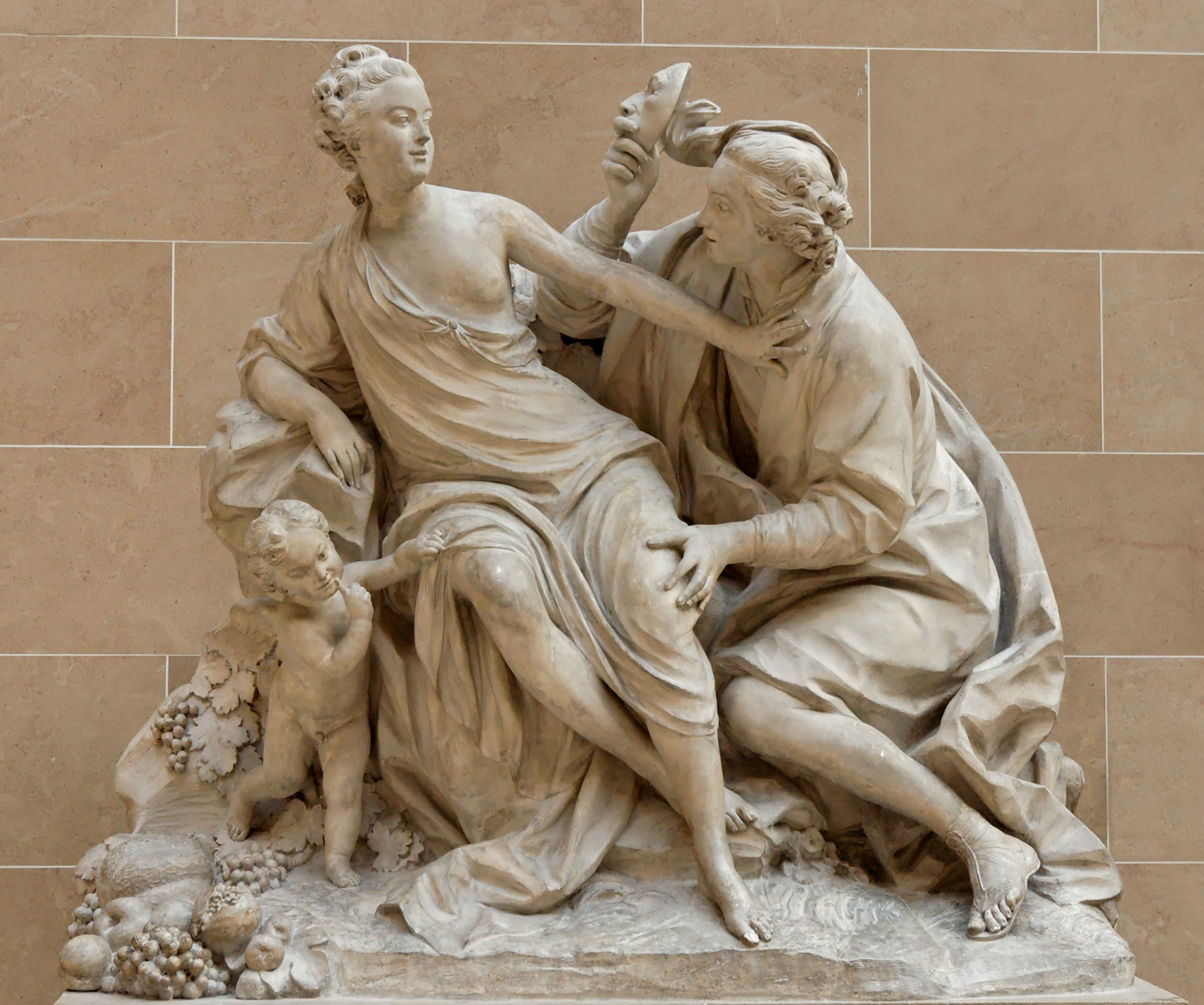
Wertumnus uwodzący Pomonę (rzeźba J.-B. Lemoyne'a, 1760)

Wertumnus (łac. Vertumnus, Vortumnus, Voltumnus) – w mitologii rzymskiej bóg z kręgu bóstw wegetacyjnych, pochodzenia etruskiego lub sabińskiego, będący uosobieniem przemian zachodzących w przyrodzie. 

## Pochodzenie
Należał do ważnych bóstw staroitalskich. Być może obecny też w plemiennych wierzeniach Sabinów, najpewniej był przejętym przez Rzymian odpowiednikiem Voltumny, uważanego przez Warrona za głównego boga Etrurii, czczonego przede wszystkim w Wolsiniach.
Na gruncie ludowej etymologii uznawano go za boga przemian i pór roku oraz dojrzewania wszelkich plonów. Przekonanie, iż posiada zdolność przybierania rozmaitych postaci, znalazło u Rzymian odbicie w powiedzeniu o ludziach niestałych jako „urodzonych pod znakiem Wertumnusa”.
Według mitologicznego przekazu, zakochany w Pomonie, bogini sadów, owoców i kwiatów, dla jej uwiedzenia przybierał rozmaite postacie (starej kobiety, wojaka, rybaka, ogrodnika, oracza, żniwiarza itp.), pozyskując ją ostatecznie we własnej postaci – młodego boga.

## Kult i ikonografia
Zachowało się niewiele jego wyobrażeń. Zazwyczaj przedstawiano go jako młodzieńca bądź brodatego mężczyznę z wieńcem kłosów (albo liści) na głowie, trzymającego róg obfitości z owocami. Święto ku jego czci – Vertumnalia, obchodzono 13 sierpnia. W ofierze składano mu pierwsze owoce, pąki kwiatów, kłosy pszenicy. Przeniesiony w 265 p.n.e. ze zdobytych i zburzonych Wolsiniów posąg Wertumnusa znajdował się w dzielnicy etruskiej (Vicus Tuscus) Rzymu, a na Awentynie miał on wspólną świątynię z Pomoną. 

## W europejskiej tradycji kulturowej
Szczególnie niekonwencjonalnie namalował Wertumnusa w postaci alegorycznej Giuseppe Arcimboldo, nadając mu rysy cesarza Rudolfa Habsburga (1590). Popularny w sztuce temat Wertumnusa i Pomony malowali m.in. Paris Bordone (1550), Hendrik Goltzius (1613), David Teniers (1615), Rubens (1618), Luca Giordano (1682), Francesco Melzi, Adriaen van de Velde (1648), François Boucher (1765).
W literaturze polskiej Stanisław Trembecki nawiązał do tych bóstw w poemacie Sofijówka: 
… pysznym rzędem Koryntska kolumna,
Niechaj dźwiga świątynię kochanki Wertumna….
Wspomniał je również Adam Mickiewicz w epopei Pan Tadeusz:
...Słowem, wygnała Marsa Ceres gospodarna

I Panuje z Pomoną, Florą i Wertumnem

Nad Dobrzyńskiego domem...
Współczesny poeta Andrzej Sosnowski jest autorem wiersza zatytułowanego Pomona i Wertumnus.